# Allosterischer Modulator

Konformationsänderung der orthosterischen Bindungsstelle durch Bindung eines allosterischen Modulators
A) positiver allosterischer Modulator
B) allosterisches Zentrum
C) orthosterische Bindungsstelle
D) orthosterischer Ligand

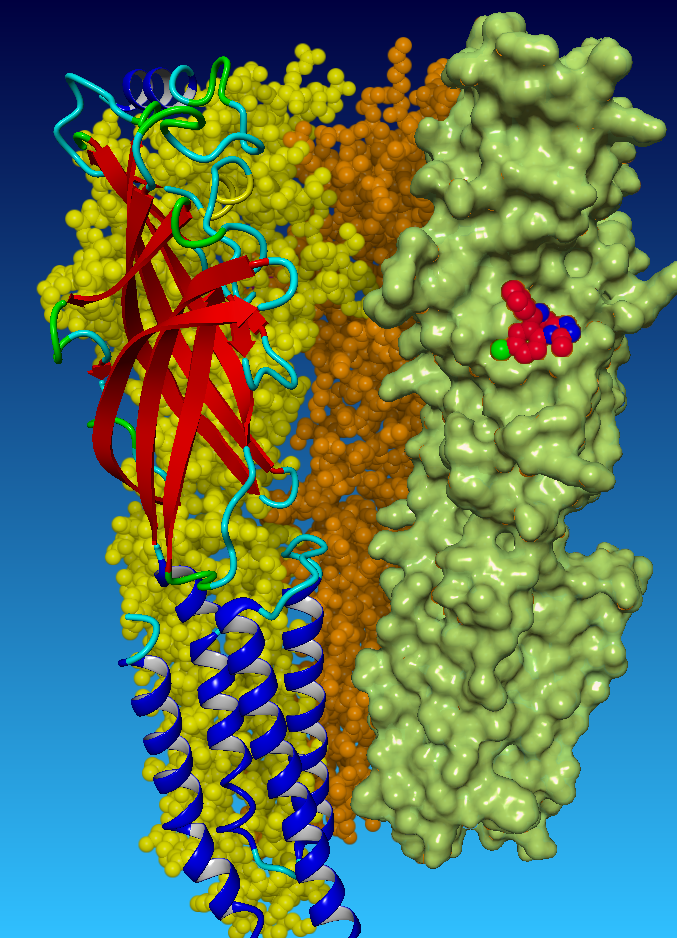
Positivmodulator Alprazolam (rote Kalotten) in der extrazellulär gelegenen hochaffinen Benzodiazepin-Bindungsstelle des ionotropen GABA-Rezeptors. Die α'-Untereinheit (UE) ist ausgeblendet, übrige UE in diversen Darstellungsarten, γ-UE in mintgrün. H-Atome sind ausgeblendet. Die orthosterischen Homolog-Bindungsstellen für den Transmitter GABA (z. B. Schnittstelle βα, orange-gelb) sind nicht sichtbar. Der Rezeptor hat zahlreiche weitere allosterische Bindungsstellen. PDB:6huo

Als allosterischer Modulator wird in der Biochemie und Pharmakologie eine Substanz bezeichnet, welche die Effekte eines orthosterischen Liganden, z. B. eines Agonisten oder eines inversen Agonisten, an einem Zielprotein, in der Regel einem Rezeptor, verändert (moduliert). Allosterische Modulatoren binden an eine andere (allosterische) Bindungsstelle als die orthosterische Agonistenbindungsstelle. Sie führen zu einer Konformationsänderung des Rezeptor-Proteins, wodurch sich die Rezeptor-Affinität oder die Efficacy des orthosterischen Liganden ändert. Der positive allosterische Modulator (PAM) führt zu einer Verstärkung, der negative allosterische Modulator (NAM) zu einer Abschwächung der Effekte eines Agonisten oder inversen Agonisten, ohne selbst, d. h. in Abwesenheit eines Agonisten oder inversen Agonisten, eine Wirkung zu zeigen. Stoffe, die die allosterische Bindungsstelle besetzen, sich aber funktionell neutral verhalten, werden stille Modulatoren genannt (SAM). Benzodiazepine sind seit langem bekannte Arzneistoffe, welche als allosterische Modulatoren an GABAA-Rezeptoren wirken, indem sie die Affinität des Transmitters GABA erhöhen. Seit dem Jahr 2016 sind Kristallstrukturen von G-Protein-gekoppelten Rezeptoren bekannt, welche mit allosterischen Liganden komplexiert wurden.
Auch die natürliche Umgebung von Proteinen kann sich auf deren Funktion auswirken. In diesem Sinne können Lipide allosterisch modulierend wirken. Von Bedeutung ist dies hinsichtlich der Beschaffenheit von rezeptorhaltigen Lipidmembranen.
Von den Modulatoren zu unterscheiden sind allosterische Agonisten, welche fähig sind, in Abwesenheit eines orthosterischen Liganden einen Rezeptor über eine Bindung an einer allosterischen Bindungsstelle unmittelbar zu aktivieren. Ferner gibt es ago-allosterische Modulatoren, die sowohl als allosterische Agonisten (Aktivatoren) als auch als allosterische Modulatoren wirken. Dazu zählen unter anderem die Barbiturate aus der Klasse der Injektionsnarkotika.
In der englischsprachigen Literatur wird mit den Begriffen on-target und off-target allosterism der Ort der Bindung klassifiziert und zeigt an, ob ein Modulator am selben Protein bindet wie der orthosterische Ligand oder ob er an einem Partner-Protein bindet, wie dies bei GPCR-Oligomeren vorkommt.